# Проект Венесуэла
«Проект Венесуэла» (исп. Proyecto Venezuela, PV) — правоцентристская христианско-демократическая партия Венесуэлы, основанная в 1998 года известным экономистом и политиком Энрике Саласом Рёмером. Входит в Международный демократический союз и Союз латиноамериканских партий (региональное отделение МДС).

## Программа
«Проект Венесуэла» с момента создания выступает за политическую и административную децентрализацию страны. Партия поддерживает расширение гражданских прав и свобод, считая необходимым соблюдение этического принципа уважения к гражданам. Защищает частную собственность и свободный рынок, полагая его самым эффективным способом распределения ресурсов в обществе. «Проект Венесуэла» первой предложила стимулировать успешные программы совместного управления и самоуправления в интересах беднейших слоев населения. Осью программных действий были три главные цели: политическая и административная децентрализация; партийность государственной администрации и demarginalisation из популярных секторах.

## История
Экономист и политик Энрике Салас Рёмер прославился в Венесуэле в 1990 году, когда при поддержке партий КОПЕЙ и Движение к социализму сумел на выборах губернатора штата Карабобо победить соперника, который считался непобедимым. Три года спустя он добился переизбрания, получив на этот раз почти три четверти голосов. В том же году Салас Рёмер стал первым президентом Ассоциации губернаторов Венесуэлы (исп. Asociación de Gobernadores de Venezuela). На этом посту он боролся за расширение прав и возможностей граждан и децентрализацию Венесуэлы, благодаря чему постоянно оставался на виду у всей страны. 19 сентября 1995 года Салас Рёмер создаёт первую в стране региональную партию, названную «Проект Карабобо» (исп. Proyecto Carabobo).
В 1996 году новым губернатором штата Карабобо стал его сын, Энрике Фернандо Салас Фео. Сам же Энрике Салас Ромёр следующие два года потратил на поездки по стране. В конце 1997 года он объявил о выдвижении своей кандидатуры на пост президента как независимого. В 1998 году, чтобы иметь возможность зарегистрировать свою кандидатуру на пост президента, Салас Рёмер создал национальную партию, названную «Проект Венесуэла».
Президентские выборы 1998 года Салас Рёмер проиграл Уго Чавесу, собрав 39,97 % голосов. На парламентских выборах того же года партия «Проект Венесуэла» закончила на четвёртом месте, получив более 10 % голосов и завоевав 20 мест в Палате депутатов и 3 в Сенате.
В 1999 году «Проект Венесуэла» принял участие в выборах в Конституционную ассамблею в составе античавистского блока «Демократический полюс» (исп. Polo Democrático). Для оппозиции выборы оказались провальными, ей удалось завоевать всего 4 места из 128.
В 2000 году партия впервые приняла во всеобщих выборах, проведённых по новой конституции. На выборах президента «Проект Венесуэла» поддержал единого кандидата оппозиции Франсиско Ариаса Карденаса, лидера партии «Радикальная причина» и губернатора штата Сулия. На выборах в Национальную ассамблею партия заняла третье место после правящего Движения за Пятую республику и ведущей партии оппозиции Демократическое действие, получив 6 мест из 165.
В октябре 2002 года «Проект Венесуэла» присоединился к оппозиционной коалиции политических партий, общественных объединений и неправительственных организаций «Демократический координатор» (исп. Coordinadora Democrática), распущенной после поражения оппозиции на референдуме 2004 года.
Парламентские выборы 2005 года «Проект Венесуэла», как и другие четыре крупнейшие партии античавистской оппозиции, бойкотировал.
На президентских выборах 2006 года «Проект Венесуэла» вновь поддержал единого кандидата оппозиции, Мануэля Росалеса, губернатора крупнейшего в Венесуэле штата Сулия и лидера левоцентристской партии «Новое время».
В 2008 году «Проект Венесуэла» вместе с другими ведущими оппозиционными партиями приняли решение создать блок для общей борьбы с Чавесом, подписав Соглашение о национальном единстве. Позднее, 8 июня 2009 года участники Соглашения о национальном единстве сформировали блок «Круглый стол демократического единства» (исп. Mesa de la Unidad Democrática, MUD).
На парламентских выборах 2010 года «Проект Венесуэла», выступая в составе оппозиционной коалиции «Круглый стол демократического единства», получил 383 979 голосов (3,40 %), став седьмой по количеству голосов партией Венесуэлы и пятой среди оппозиционных сил. В результате партия завоевала 3 места, два по спискам и одно в округе Carabobo-2. Хотя «Проект Венесуэла» и был основан как национальная политическая сила, на выборах 2010 года 69,08 % своих голосов партия получила в одном штате, Карабобо.
На президентских выборах 2012 и 2013 годов «Проект Венесуэла» поддерживал кандидата оппозиционной коалиции «Круглый стол демократического единства» Энрике Каприлеса Радонски, губернатора штата Миранда и лидера партии «За справедливость».
В парламентских выборах 2015 года «Проект Венесуэла» участвовал в составе коалиции «Круглый стол демократического единства», завоевав 2 места в Национальной ассамблее.

## Региональные выборы
«Проект Венесуэла» традиционно пользуется большой популярностью в штате Карабобо. С момента создания в 1998 году партия трижды побеждала на выборах губернатора. В 1998 году Энрике Салас Фео добился переизбрания на второй срок, набрав 49,82 % голосов. В 2000 году, в связи с принятием новой конституции страны, состоялись досрочные выборы. Губернатором уже в третий раз подряд был избран Энрике Салас Фео, получив 61,04 % голосов. На выборах в законодательное собрание штата в том же году «Проект Венесуэла» также одержал победу, добившись избрания 9 своих представителей и, тем самым, обеспечив себе абсолютное большинство.
В 2004 году «Проект Венесуэлы» сохранил большинство в Законодательном совете штата, вновь завоевав 9 мандатов, но потерпел поражение на губернаторских выборах от кандидата партии Уго Чавеса Движение за Пятую республику.
23 ноября 2008 года «Проект Венесуэла» смог победить на губернаторских выборах, добившись избрания Энрике Саласа Фео на четвёртый срок (47,64 %), но впервые с 2000 года потерял большинство в законодательном совете, получив только 6 мест из 15.
16 декабря 2012 года «Проект Венесуэла» и его союзники по Круглому столу демократического единства проиграли правящей Единой соцпартии выборы и губернатора и Законодательного совета, получив всего 3 места из 15.
Партия бойкотировала региональные и муниципальные выборы 2017 года и не признала их результаты, а также осудила участие в президентских выборах 2018 года.

## Руководство партии
- Президент — Энрике Фернандо Салас Фео (с 2007 года).
- Вице-президент и генеральный секретарь — Карлос Эдуардо Беррисбеитиа.
- Председатель Совета — Энрике Салас Рёмер.